# 蘭貝島

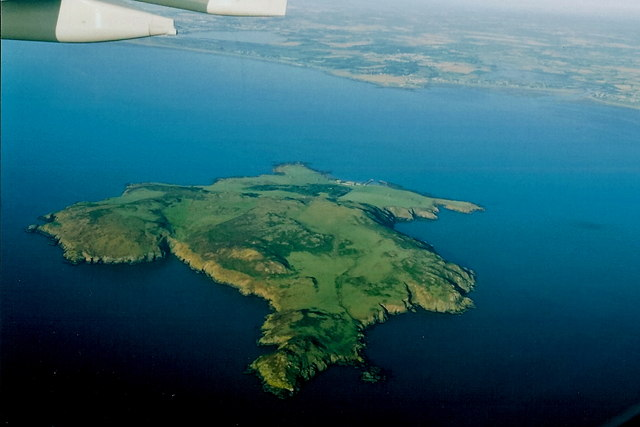

蘭貝島是愛爾蘭的島嶼，位於都柏林東北面的愛爾蘭海，由芬戈郡負責管轄，面積2.41平方公里，最高點海拔高度126米，2011年人口僅6人。

## 外部連結
- Lambay Island Views （页面存档备份，存于）
- Article on the history and prehistory of Lambay Island

53°29′28″N 6°01′01″W / 53.491°N 6.017°W